# STS-34
A STS-34 foi uma missão da NASA que utilizou o ônibus espacial Atlantis. Esta foi a trigésima primeira missão a utilizar um ônibus espacial, e o quinto voo do Atlantis. A missão transportou a sonda Galileu, que foi enviada rumo a Júpiter.

## Tripulação
| Posição                  | Astronautas         |
| ------------------------ | ------------------- |
| Comandante               | Donald Williams     |
| Piloto                   | Michael McCulley    |
| Especialista de missão 1 | Franklin Chang-Diaz |
| Especialista de missão 2 | Shannon Lucid       |
| Especialista de missão 3 | Ellen Baker         |

## Hora de acordar
- 2° Dia: A Sound Investment, por Scott Hamilton.
- 3° Dia: Sand Dance, de Yanni.
- 4° Dia: Kind Hearted Woman Blues, de Robert Johnson.
- 5° Dia: Come Back and Stay, de Paul Young.

## Principais fatos
O ônibus espacial Atlantis decolou da Plataforma B, no complexo de lançamento 39 do Centro Espacial John F. Kennedy, às 12:53 p.m. EDT de 18 de outubro de 1989. Transportou a sonda Galileu  destinada a Júpiter em seu compartimento de carga. A contagem regressiva foi interrompida em T-5 minutos para atualizar o computador a bordo com uma mudança no local de Aterrissagem de Abortagem Transoceânica (TAL). O local do TAL foi mudado da Base Aérea de Ben Guerir, Marrocos, para a Base Aérea de Zaragoza, na Espanha, devido à chuva em Ben Guerir.
O lançamento havia sido agendado originalmente para o dia 12 de Outubro, o primeiro dia de um período de lançamento de 41 dias durante os quais os planetas estariam propriamente alinhados para um voo entre Vênus e a Terra e, eventualmente, para Júpiter. O lançamento foi remarcado para o dia 17 de Outubro para a substituição de um controlador defeituoso do Motor Principal No.2. Foi adiado novamente até o dia 18 de Outubro devido a forte chuva a 20 milhas do local de aterrissagem de ônibus espaciais do Centro Espacial Kennedy. As condições do tempo estavam em violação com o critério de lançamento para um Retorno ao Local de Lançamento (RTLS) na ocasião do lançamento cancelado. Este foi o quinto voo do Atlantis e a trigésima primeira missão a utilizar um ônibus espacial.
A carga primária, a nave espacial do Projeto Galileo, com seus Estágio Superior Inercial (IUS) junto, foi lançado com sucesso em sua jornada para Júpiter. Este foi o segundo voo de um ônibus espacial com o lançamento de uma nave planetária. (O primeiro foi a STS-30 em 4 de maio de 1989, com a nave espacial Magellan.)
A NASA realizou alguns marcos com o STS-34. A Galileu foi a primeira nave espacial a orbitar um planeta exterior e a penetrar a atmosfera de outro planeta. Além disso, a nave realizou as primeiras observações estendidas do sistema de Jovian e a primeira coleta de amostra direta da atmosfera de Júpiter, assim como o primeiro sobrevoo de asteroides.
Ocorreram algumas anomalias durante o voo, porém nenhuma teve um grande impacto na missão. Em 22 de Outubro, um alarme acordou o grupo quando os aquecedores do sistema de bombas do geradores a gás da Unidade de Potência Auxiliar (APU) 2 falharam em reciclar nos limites superiores do sistema. Também houve outros problemas menores com o Flash Evaporator System para resfriar o veículo, e com a válvula do sistema criogênico de oxigênio 2, que foi deixada fechada pelo resto da missão. Uma câmera Hasselblad travou duas vezes, e uma câmera reserva teve que ser utilizada.
Devido aos ventos altos previstos para o momento normal de aterrissagem, a aterrissagem foi adiantada em duas órbitas para a 12:33 EDT. O Atlantis aterrissou na Base Aérea de Edwards, Califórnia, após uma missão com a duração de 4 dias, 23 horas e 40 minutos.
Os membros do grupo eram o comandante Donald Williams, o piloto Michael McCulley, e os especialistas da missão Ellen Baker, Franklin Chang-Diaz e Shannon Lucid. McCulley e Baker estavam realizando seu primeiro voo.

## Carga e Experimentos

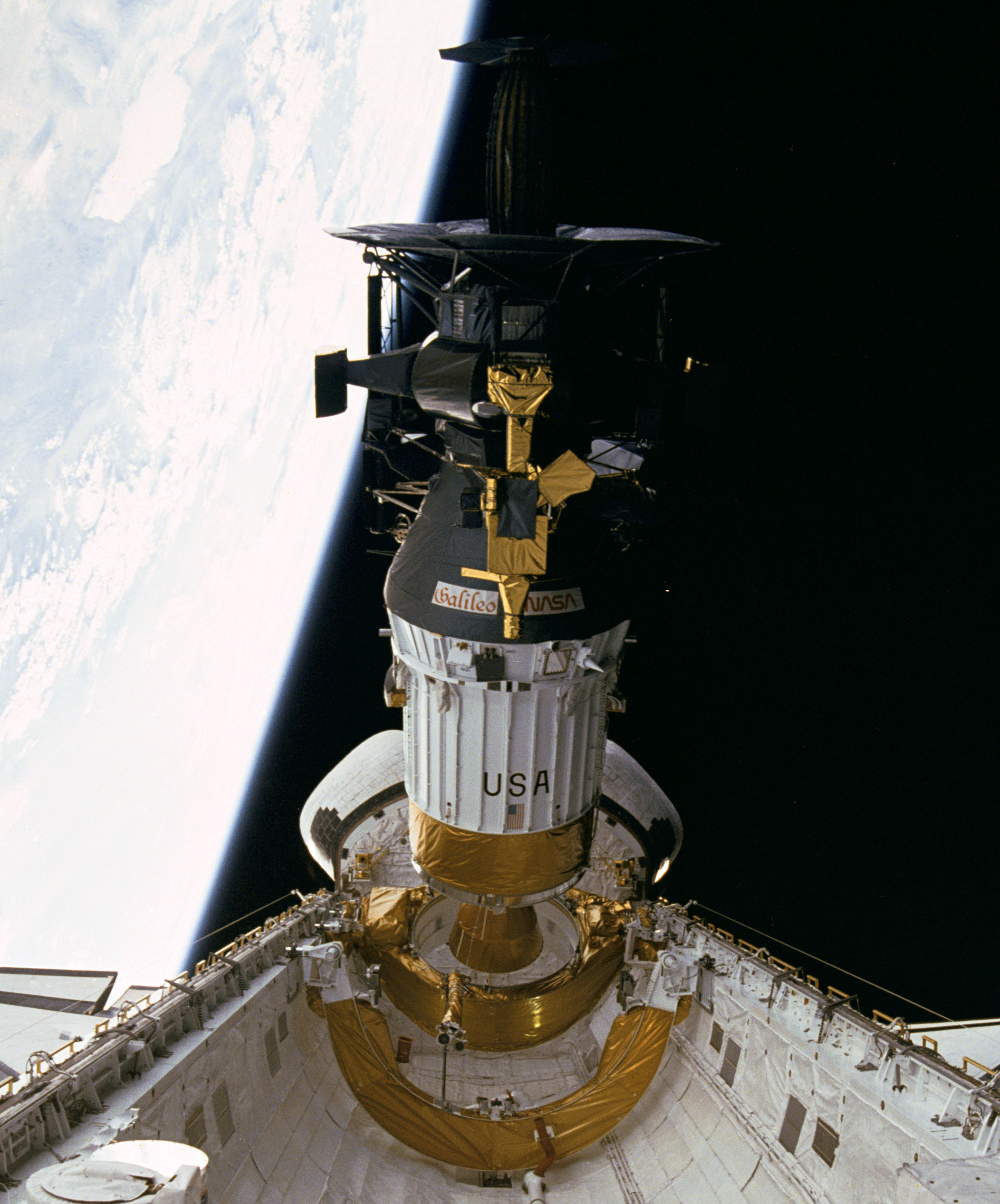
A Galileo sendo colocada no espaço pela STS-34 para iniciar sua jornada a Júpiter.

O objetivo principal em órbita era o lançamento da nave espacial Galileo com o estágio IUS junto. O lançamento ocorreu às 7:15 EDT, cerca de mais de seis horas após o lançamento, e o IUS conseguiu sem defeitos enviar a nave espacial rumo a Vênus como o primeiro passo de sua jornada de seis anos a Júpiter. A nave entrou em uma órbita de transferência para Vênus às 8:20 p.m. EDT, e se separou do IUS 47 minutos depois.
A Galileo necessitou de uma tripla assistência gravitacional, de Vênus, da Terra e depois da Terra novamente, para leva-la da parte interior do sistema solar a Júpiter na seção exterior. A Galileo possuía dois componentes principais, um orbitador que examinou  Júpiter e suas quatro maiores luas por ao menos dois anos, e uma sonda que recolhou amostras diretamente da atmosfera Joviana por cerca de 75 minutos antes que o calor e a pressão o destruiram.
Além da nave Galileo, o compartimento de carga levou duas embalagens contendo o experimento Shuttle Solar Backscatter Ultraviolet
(SSBUV). SSBUV, que realizou seu primeiro voo na STS-34, foi desenvolvido pela NASA para verificar a calibração dos mapeadores de ozônio nos satélites livres, e para verificar a precisão das informações sobre o ozônio atmosférico e a irradiação solar. O experimento foi realizado com sucesso.
Todos os outros cinco experimento no meio na nave também foram executados com sucesso. Isto inclui o experimento sobre a Morfologia de Polímeros (PM), suportado pela 3M por meio de um acordo com a NASA. O experimento PM foi desenvolvido para observar o derretimento e a ressolidificação de diferentes tipos de polímeros em órbita. Novamente em voo estava o Mesoscale Lightning Experiment, para observar as características visuais de iluminações em larga escala na atmosfera superior.
O grupo realizou um experimento sugerido por um estudante sobre o crescimento dos cristais de gelo. A primeira ativação do experimento não produziu cristais pois a água super-resfriada formou amontoado de gelo no prato de resfriamento. O grupo então desligou o experimento permitindo que o gelo se aquece-se, e então redispersa-se o líquido. Formaram-se então muitos cristais.
Lucid e Baker completaram o experimento sobre a Concentração de Hormônio de Crescimento e sua Distribuição nas Plantes em 22 de Outubro congelando amostras de sementes de milho que havia crescido durante a missão.
Na cabine, o grupo operou a câmera IMAX (70-milímetros), que havia voada pela última vez na STS-29, em Março.
Chang-Diaz e Baker, que era médico, realizaram um objetivo suplementar detalhado fotografando e filmando as veias e artérias na pele da retina do globo ocular de Baker para prover medidas detalhada que poderiam fornecer uma possível relação entre a pressão craniana e o cansaço de movimento. Baker também testou a efetividade de medicações contra o cansaço no espaço.
Em 21 de outubro, o presidente da Costa Rica, Oscar Arias Sanchez falou em espanhol com Chang-Diaz, um nativo da Costa Rica, e saudou os outros membros do grupo através de uma ligação telefônica. Chang-Diaz também explicou os objetivos da missão em espalhou para os ouvintes em terra.